# Yeniköy, Sütçüler
Yeniköy là một xã thuộc huyện Sütçüler, tỉnh Isparta, Thổ Nhĩ Kỳ. Dân số thời điểm năm 2011 là 59 người.